# Hương Xuân, Hương Khê
Hương Xuân là một xã thuộc huyện Hương Khê, tỉnh Hà Tĩnh, Việt Nam.

## Địa lý
Xã Hương Xuân có diện tích 28,7 km², dân số năm 1999 là 4.327 người, mật độ dân số đạt 151 người/km².

## Lịch sử
Ngày 17 tháng 7 năm 2019, HĐND tỉnh Hà Tĩnh ban hành Nghị quyết số 157/NQ-HĐND về việc thành lập thôn Hòa Sơn trên cơ sở thôn Hòa Xuân và thôn Trường Sơn.